# Torneo di Wimbledon 2023 - Quad doppio
Sam Schröder e Niels Vink erano i campioni in carica e hanno confermato il titolo battendo Heath Davidson e Robert Shaw in finale.

## Teste di serie
1. Sam Schröder /  Niels Vink (Campioni)

1. Heath Davidson /  Robert Shaw (finale)

## Tabellone

### Legenda
| - Q = Qualificato - WC = Wild card - LL = Lucky loser | - ALT = Alternate - SE = Special Exempt - PR = Protected Ranking | - w/o = Walkover - r = Ritirato - d = Squalificato |

|  | Semifinale | Semifinale                     | Semifinale                     | Semifinale | Semifinale |  |  | Finale | Finale                     | Finale                     | Finale | Finale |  |
|  |            |                                |                                |            |            |  |  |        |                            |                            |        |        |  |
|  | 1          | Sam Schröder Niels Vink        | Sam Schröder Niels Vink        | 6          | 6          |  |  |        |                            |                            |        |        |  |
|  |            | Andy Lapthorne Donald Ramphadi | Andy Lapthorne Donald Ramphadi | 0          | 3          |  |  | 1      | Sam Schröder Niels Vink    | Sam Schröder Niels Vink    | 7      | 6      |  |
|  |            | Gregory Slade David Wagner     | Gregory Slade David Wagner     | 64         | 2          |  |  | 2      | Heath Davidson Robert Shaw | Heath Davidson Robert Shaw | 65     | 0      |  |
|  | 2          | Heath Davidson Robert Shaw     | Heath Davidson Robert Shaw     | 7          | 6          |  |  |        |                            |                            |        |        |  |